# Глейбман Єва Вольфівна
Єва Вольфівна Глейбман (уроджена Паверман; нар.. 1921, Бєльці) — молдавська радянська лінгвістка.

## Життєпис
Закінчила відділення французької мови філологічного факультету Чернівецького університету в 1952 році. Викладала французьку та англійську мови в бельських середніх школах (1952—1956). З 1956 року протягом 40 років працювала на кафедрі французької філології Бельського державного педагогічного інституту імені Аліку Руссо (з 1970 року — доцент). Дисертацію кандидата філологічних наук за темою «Словотворення і формотворення в аппликативній моделі (на матеріалі французької мови)» захистила у 1969 році (опублікована у збірнику «Проблеми структурної лінгвістики», 1972, і французькою мовою в книзі «S. K. Saumjan et la grammaire générative applicative», 1974).
З 1992 року Єва Глейбман мешкає у Ізраїлі.

## Наукова діяльність
Автор робіт з граматичної будови та словотворення французької та румунської мов, співавторка молдавсько-французького словника (1978).

## Нагороди та визнання
Відмінник народної освіти Молдавської РСР.

## Родина
- Чоловік — Хаїм (Юхим) Якович Глейбман (1918—?) — фізик, автор методичних робіт з викладання фізики та астрономії в середній школі, праць з розповсюдження радіохвиль в іоносфері та інших питань геофізики[5][6].
  - Син — Андрій Хаїмович Глейбман (нар.. 1950) — вчений у галузі інформатики, науковий співробітник Інституту теоретичної астрономії АН СРСР (Санкт-Петербург), кандидат технічних наук (1988), автор книги «Підготовка таблиць до фотонабору з допомогою СПТАБ» (1985), праць «Синтез програм обробки тексту за прикладами: мова Семпл» (1991), «Автоматизація міркувань про рівняннях: до розкриття фізичних закономірностей» (1992), «Семпл: найпростіша мова для задач штучного інтелекту» (1992)[7].
  - Дочка — Маргарита Хаїмівна Правдіна (нар.. 1947), кандидат фізико-математичних наук, старший науковий співробітник лабораторії моделювання Інституту теплофізики імені С. С. Кутателадзе в Новосибірську.[8][9]

## Монографії
- R. L Hermitte, H. Wlodarczyk, E. V. Gleibman. S. K. Saumjan et la grammaire générative applicative composition numéro de ce confiée à R. L Hermitte et H. Wlodarczyk (розділ Dérivation et flexion dans la grammaire applicative). Paris: Didier, 1974.
- Збірник трансформаційних вправ з французької мови для студентів і аспірантів. Кишинів: Державний університет імені в. І. Леніна, 1975.
- V. I. Banaru, E. I. Banaru, E. V. Gleibman, M. V. Iachim. Dicţionar şcolar moldovenesc-francez: Circa 15000 de cuvinte. Кишинів: Луміна, 1978.
- Дослідження трансформаційної граматики і словотвору французької мови (з А. Ф. Бондаренко). Кишинів: Штіінца, 1978.
- Моделювання структури речення: на матеріалі французької мови (з А. Ф. Бондаренко). Кишинів: Штіінца, 1982.
- Аспекти дієслівної семантики: на матеріалі французької мови. Кишинів: Штіінца, 1983.
- Семантика складнопідрядного речення: на матеріалі французької мови (з А. Ф. Бондаренко). Кишинів: Штіінца, 1984.
- Породжувальні та розпізнавальні механізми функціональної граматики (Т. А. Апполонской і В. З. Манолі). Кишинів: Штіінца, 1987.
- Аспекти лінгвістичного аналізу і практика викладання іноземних мов.

## Публікації
- Gleibman, E. V. Ducháček, Otto. Le champ conceptuel de la beauté en français moderne. Sborník prací Filozofické fakulty brněnské univerzity. A, Řada jazykovědná. 1963, vol. 12, iss. A11, pp. 201—204.
- Глейбман, Е. В. Словотвір і формо-утворення в аппликативной граматиці // Проблеми структурної лінгвістики. 1971. — М., 1972. — С. 213—244.